# 申肯德伯恩
申肯德伯恩（德語：Schenkendöbern）是德国勃兰登堡州的市镇，隶属于施普雷-奈瑟县，总面积为215.03平方千米，截至2023年12月31日总人口为3,494人。